# Difuzor
Difuzor je trubice nebo kanál s postupně se zvětšujícím průřezem ve směru toku kapaliny či proudění plynu, de facto rozptylovač.
Používá se např. v karburátorech. Využívá tzv. Venturiho efektu.
Fotografický difuzor nebo difuzér je rozptylná plocha, která mění světelné podmínky při fotografování.
U osvětlovací techniky se difuzor nazývá stínidlo, tedy průsvitný kryt svítidla, který rozptyluje světlo zdroje tak, aby svítidlo působilo jako plošný zdroj. Zpravidla zároveň působí jako ochrana proti mechanickému poškození, znečištění a vlhkosti.

## Automobilový difuzor
Automobilový difuzor je speciálně tvarovaná část podvozku, která zlepšuje aerodynamické vlastnosti vozidla, de facto rozšiřující se kanál směrem k zádi (nemusí být ani uzavřený, neboť jeho spodní část může tvořit samotná vozovka). Vzduch nasávaný pod automobil se zde urychluje a díky Bernoulliho rovnici má nižší tlak než okolní vzduch. Kvůli podtlaku vzniká síla, která se snaží vůz přitlačit k vozovce (přítlak). Difuzor proudící vzduch usměrňuje a vzadu zpomaluje na rychlost blízkou okolnímu proudění. Díky tomu snižuje vzdušné turbulence v úplavu (oblasti za vozidlem, kde se oba proudy mísí). Difuzor svým regulativním účinkem snižuje odpor vzduchu. Čím větší je difuzor, tím větší je přítlak.
Využívá se zejména v automobilovém sportu, ale uplatnění nachází i v sériově vyráběných automobilech.

### Galerie

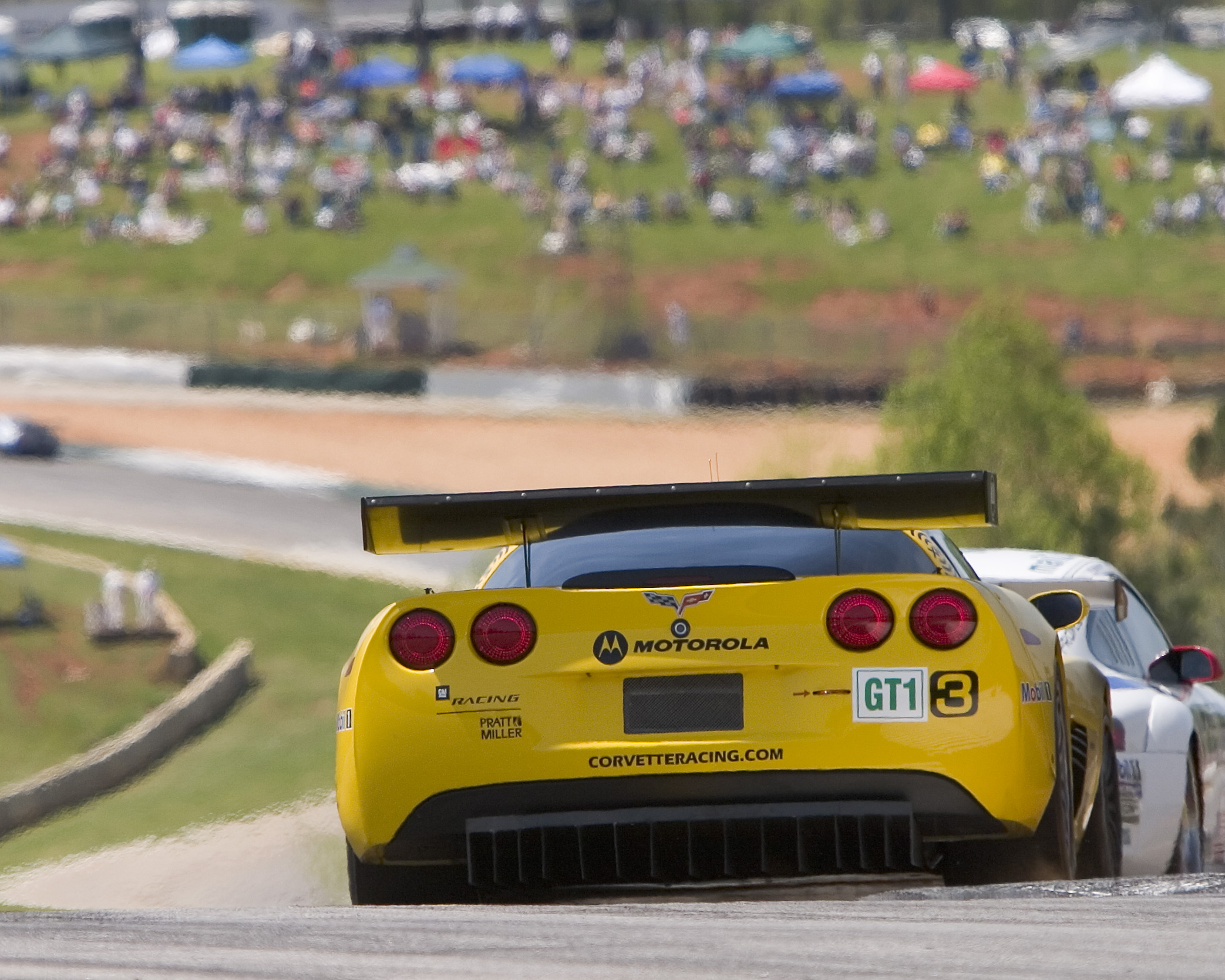
Jasně patrný difuzor u vozu Chevrolet Corvette
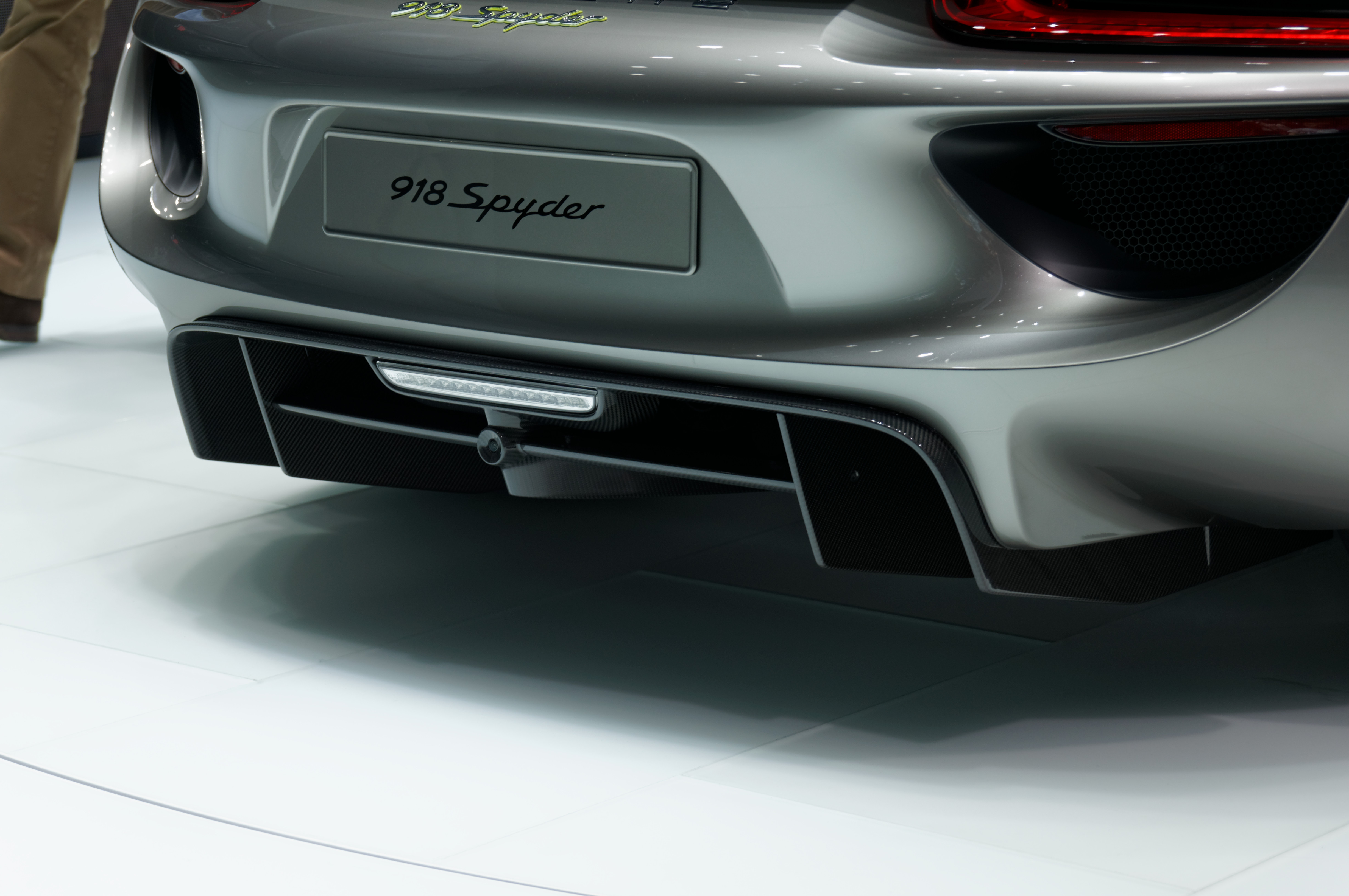
Difuzor u Porsche 918
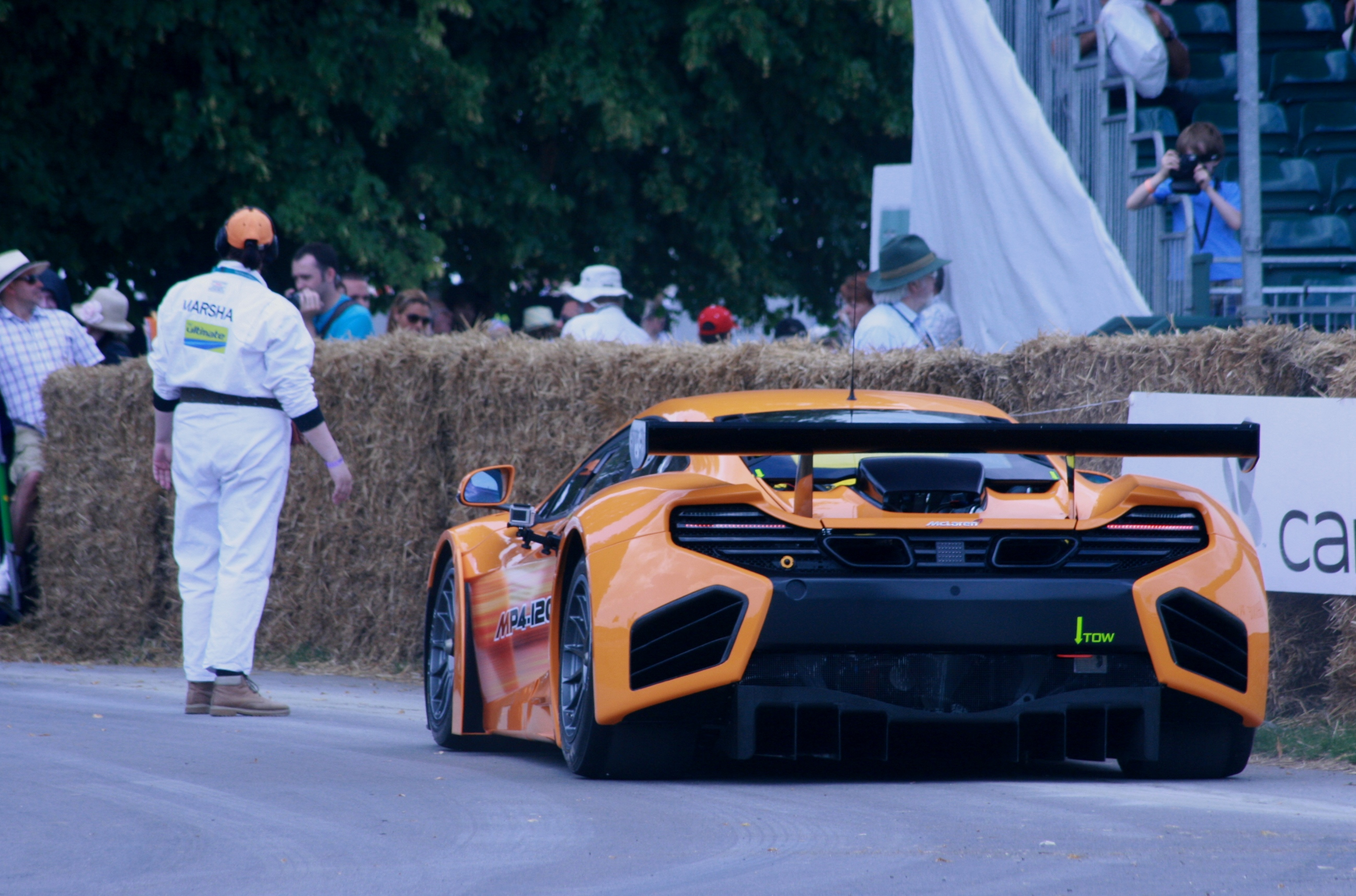
Difuzor u závodního vozu McLaren MP4/12

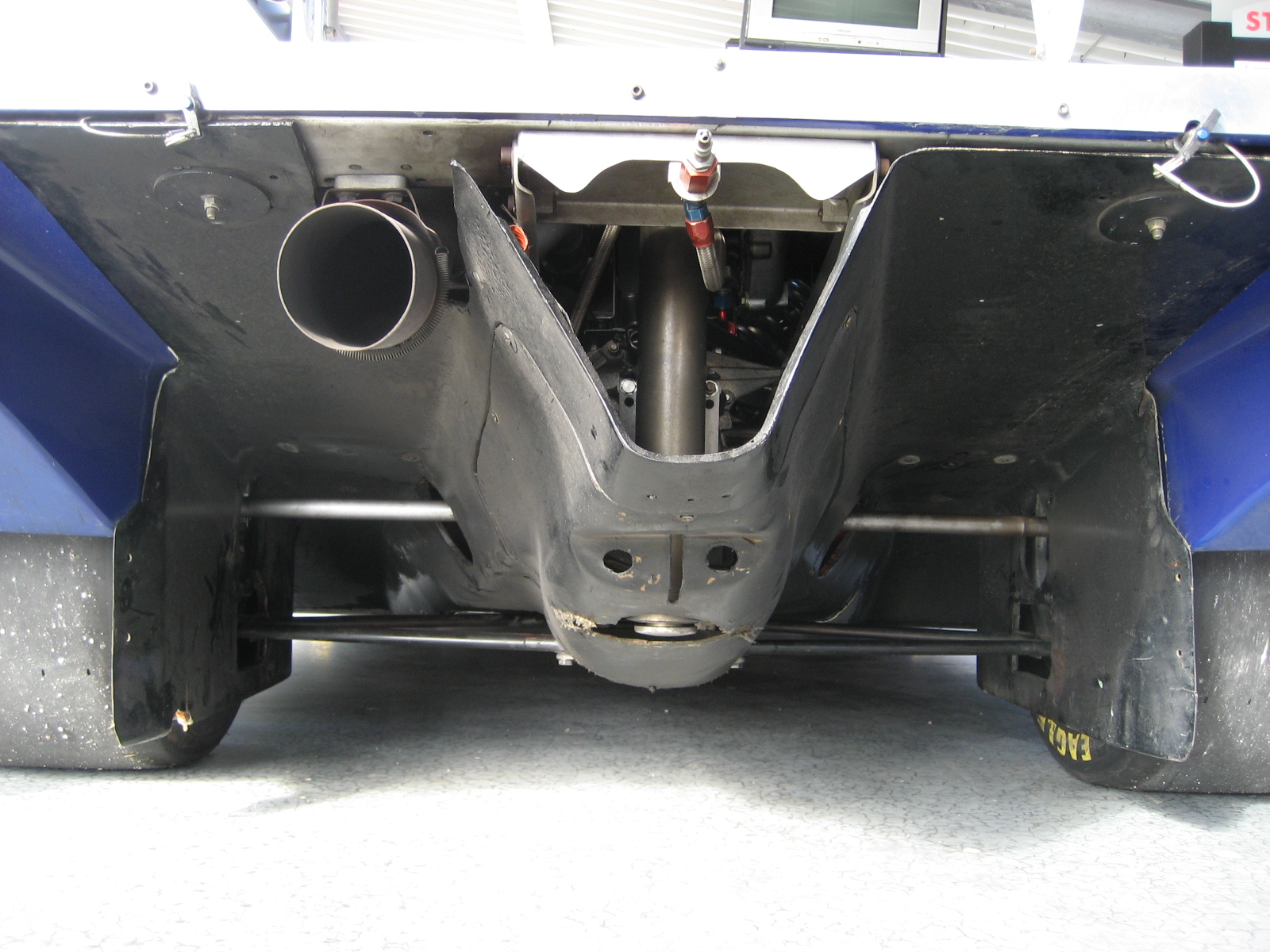
Detail difuzoru u Porsche 962
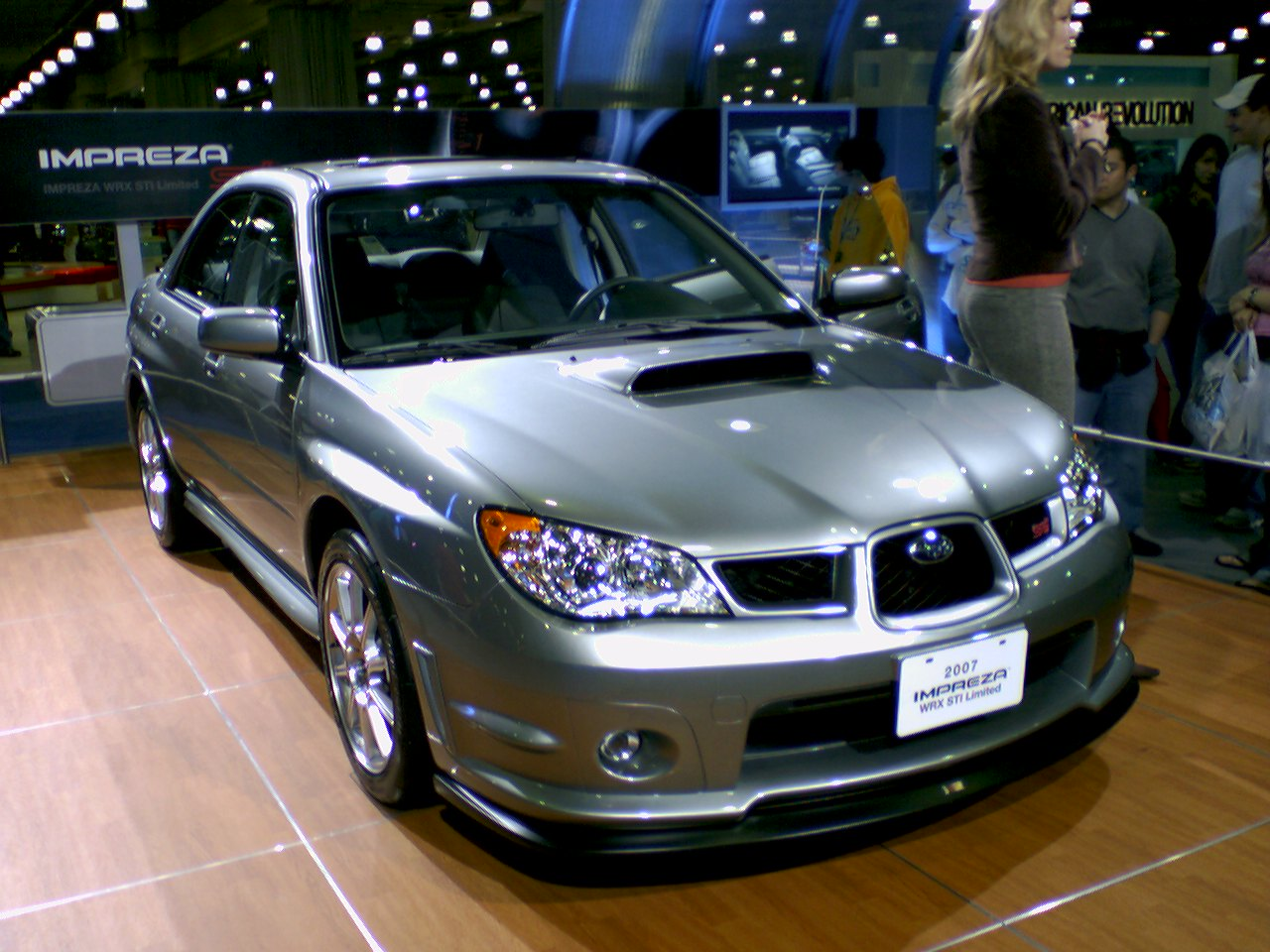
Vstupní část difuzoru pod nárazníkem u Subaru Impreza
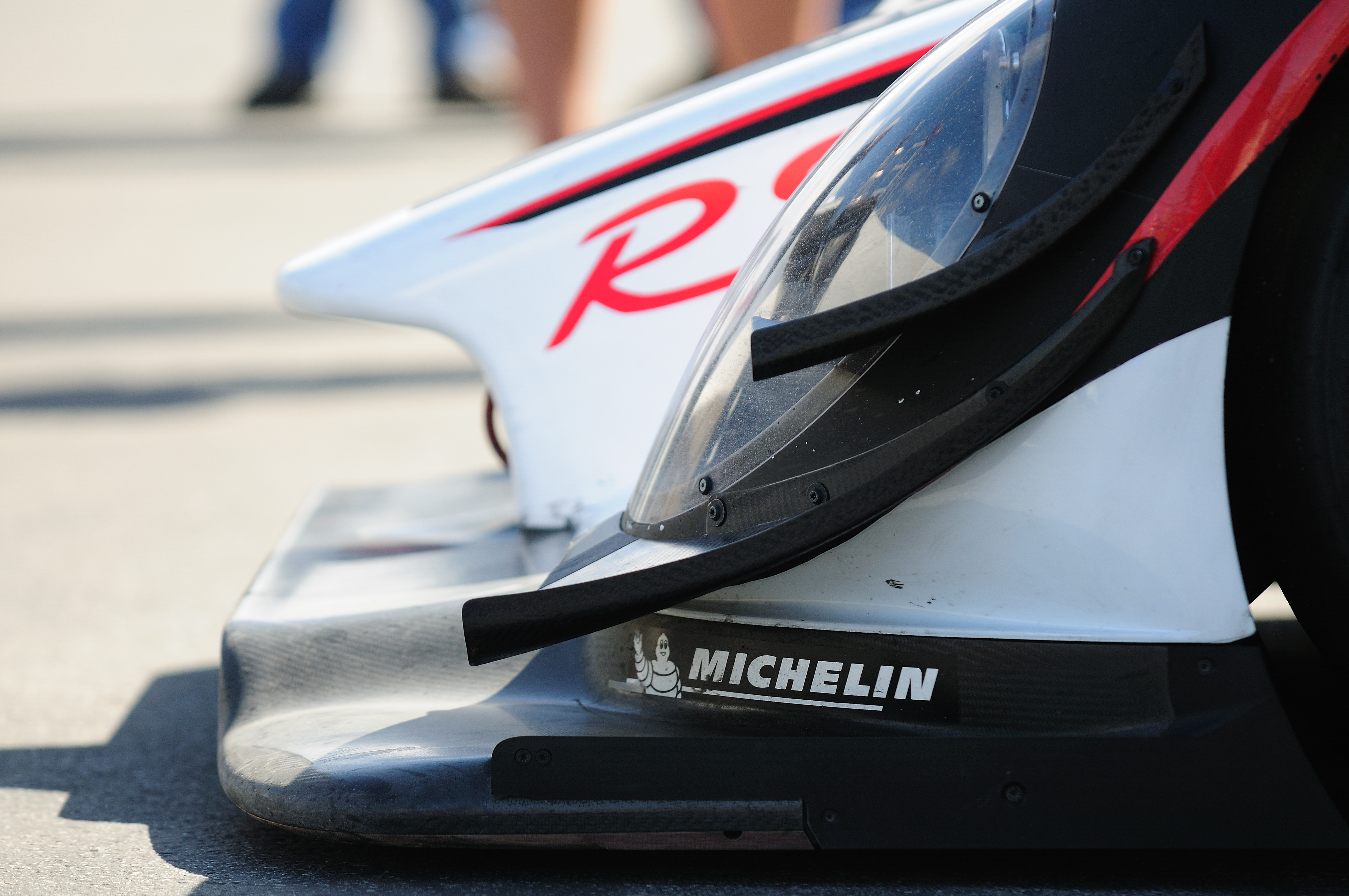
Vstupní část difuzoru, Porsche Spyder

## Fotografický difuzor

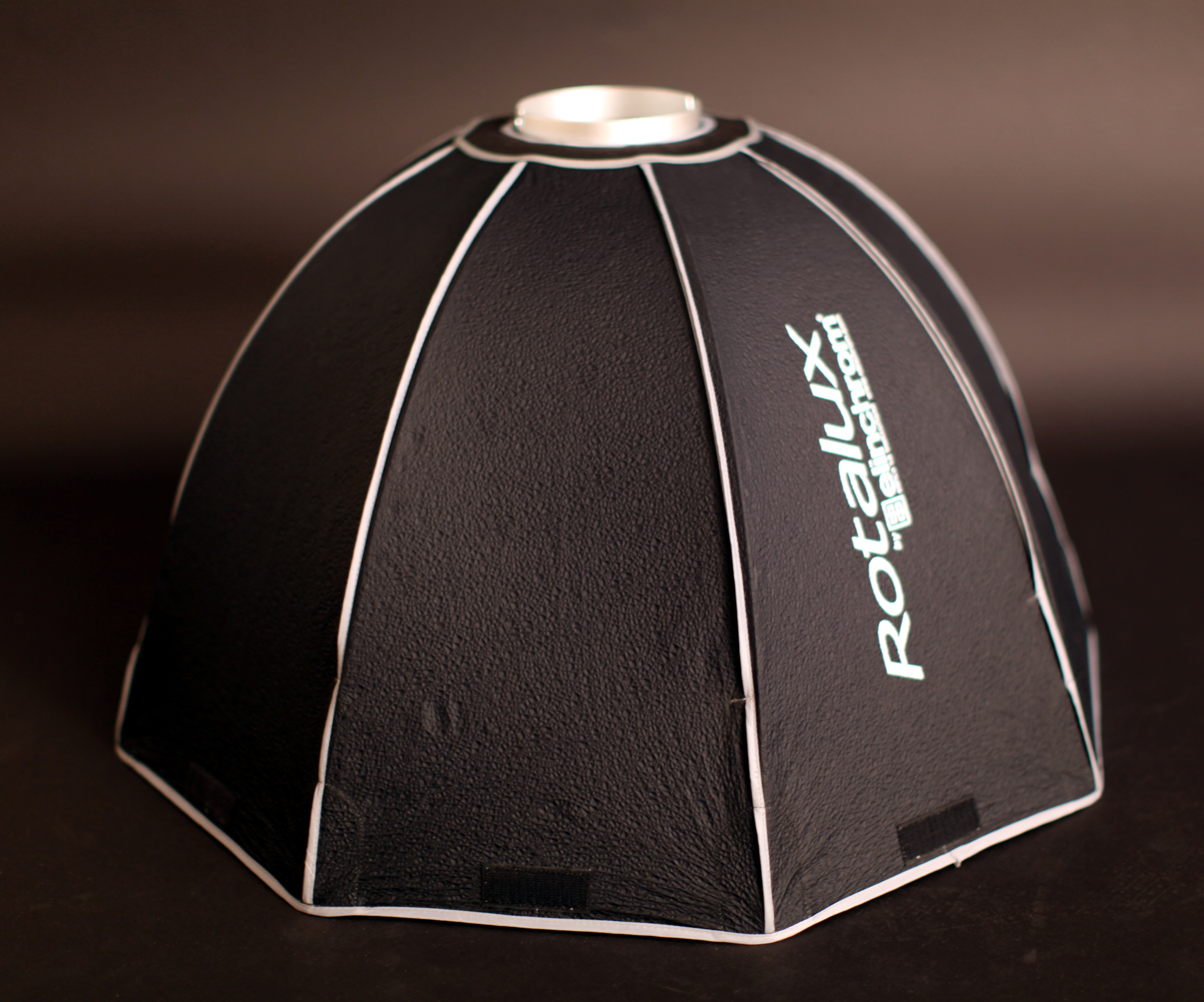
Fotografický difuzér tradičně zvaný softbox. Jedná se o Rotalux společnosti Elinchrom s hloubkou 70 cm

Fotografický difuzor nebo difuzér (softbox) je rozptylná plocha, která mění světelné podmínky při fotografování. Rozptyluje světlo, čímž osvítí scénu měkčím světlem. Čím menší je difuzér, tím kontrastnější je výsledný snímek. Uplatnění najde například v portrétní, produktové, reportážní a makrofotografii.

## Difuzor svítidla
U svítidel se jako difuzor obvykle označuje průsvitný kryt z opálového (mléčně zakaleného) skla nebo plastu, který rozptyluje světlo tak, aby svítidlo působilo jako plošný zdroj světla. Zpravidla zároveň také chrání světelný zdroj před mechanickým poškozením, znečištěním a vlhkostí. Funkci difuzoru může mít také reflektor, tedy odrazová plocha, tvořící „límec“ nebo „zastřešení“ svítidla.